# Badecon-le-Pin
Badecon-le-Pin és un municipi francès, situat a la regió del Centre - Vall del Loira, al departament de l'Indre.